# Nedžad Fazlija
Nedžad Fazlija (ur. 25 lutego 1968 w Ustikolinie) – bośniacki strzelec, pięciokrotny olimpijczyk.
Wielokrotny olimpijczyk (IO 1996, IO 2000, IO 2004, IO 2008, IO 2012). Na każdych igrzyskach startował w trzech konkurencjach: karabinie pneumatycznym z 10 m, karabinie małokalibrowym w trzech postawach z 50 m i karabinie małokalibrowym leżąc z 50 m. Najwyższe miejsce osiągnął w karabinie pneumatycznym podczas zawodów w Sydney. Dostał się wówczas do wąskiego finału, w którym uplasował się na 6. miejscu, tracąc 1,1 pkt. do trzeciego Jewgienija Alejnikowa. Najlepszy wynik w karabinie małokalibrowym w trzech postawach osiągnął na swoich pierwszych igrzyskach, kiedy to zajął 18. pozycję. W postawie leżącej osiągnął najwyższy rezultat w 2000 roku, gdy był 34. zawodnikiem turnieju. Podczas igrzysk olimpijskich w 2004 roku był chorążym reprezentacji Bośni i Hercegowiny podczas ceremonii otwarcia igrzysk.
Wielokrotnie uczestniczył na mistrzostwach świata i mistrzostwach Europy, nie zdobywając jednak żadnego medalu. Na światowym czempionacie był m.in. na 12. miejscu w karabinie małokalibrowym leżąc z 50 m (1994), zaś najlepsze miejsce na mistrzostwach kontynentu osiągnął w 2000 roku, gdy był 9. zawodnikiem w karabinie pneumatycznym z 10 m. Kilkukrotnie plasował się w czołowej dziesiątce zawodów Pucharu Świata – m.in. zajął 4. miejsce w karabinie pneumatycznym podczas zawodów w Mediolanie w 2002 roku (do podium stracił 0,6 pkt.). 
Zdobył srebrny medal na Igrzyskach Śródziemnomorskich 1997 w strzelaniu z karabinu małokalibrowego w trzech postawach z 50 m, przegrywając wyłącznie z Nemanją Mirosavljevem z Jugosławii.

## Wyniki

### Igrzyska olimpijskie
| Igrzyska     | Konkurencja                               | Wynik                                      | Miejsce | Źródło |
| ------------ | ----------------------------------------- | ------------------------------------------ | ------- | ------ |
| Atlanta 1996 | Karabin pneumatyczny, 10 m                | 586 pkt. (95–98–98–98–98–99)               | 25      | [ 7 ]  |
| Atlanta 1996 | Karabin małokalibrowy, trzy postawy, 50 m | 1163 pkt. (395–391–377)                    | 18      | [ 2 ]  |
| Atlanta 1996 | Karabin małokalibrowy leżąc, 50 m         | 583 pkt. (97–100–96–96–99–95)              | 51      | [ 8 ]  |
| Sydney 2000  | Karabin pneumatyczny, 10 m                | 591 pkt. (99–97–98–100–99–98) + 101,7 pkt. | 6       | [ 1 ]  |
| Sydney 2000  | Karabin małokalibrowy, trzy postawy, 50 m | 1132 pkt. (392–375–365)                    | 41      | [ 9 ]  |
| Sydney 2000  | Karabin małokalibrowy leżąc, 50 m         | 590 pkt. (98–97–100–98–98–99)              | 34      | [ 3 ]  |
| Ateny 2004   | Karabin pneumatyczny, 10 m                | 587 pkt. (99–96–97–100–98–97)              | 35      | [ 10 ] |
| Ateny 2004   | Karabin małokalibrowy, trzy postawy, 50 m | 1144 pkt. (388–381–375)                    | 33      | [ 11 ] |
| Ateny 2004   | Karabin małokalibrowy leżąc, 50 m         | 585 pkt. (97–98–96–99–99–96)               | 44      | [ 12 ] |
| Pekin 2008   | Karabin pneumatyczny, 10 m                | 588 pkt. (98–99–98–98–96–99)               | 35      | [ 13 ] |
| Pekin 2008   | Karabin małokalibrowy, trzy postawy, 50 m | 1148 pkt. (393–379–376)                    | 43      | [ 14 ] |
| Pekin 2008   | Karabin małokalibrowy leżąc, 50 m         | 586 pkt. (96–96–100–98–98–98)              | 45      | [ 15 ] |
| Londyn 2012  | Karabin pneumatyczny, 10 m                | 585 pkt. (96–97–96–99–98–99)               | 44      | [ 16 ] |
| Londyn 2012  | Karabin małokalibrowy, trzy postawy, 50 m | 1149 pkt. (392–385–372)                    | 38      | [ 17 ] |
| Londyn 2012  | Karabin małokalibrowy leżąc, 50 m         | 587 pkt. (98–99–97–97–98–98)               | 45      | [ 18 ] |